# Pale Cocoon
Pale Cocoon (ペイル・コクーン Peiru Kokūn literalmente: Capullo pálido?) es un anime en formato OVA autoconclusiva, escrito y dirigido por Yasuhiro Yoshiura, y lanzada directamente en formato DVD el 2006. 
La historia ofrece elementos de ciencia ficción posapocalíptica y drama, y se centra principalmente en la vida bajo el planeta por la destrucción humana del mismo, y los intentos de recuperar la historia mediante archivos de computadora.

## Argumento
En un futuro en que la humanidad vive enclaustrada dependiendo de sistemas de supervivencia, se crea la Sección 92 para recuperar su pasado. El entusiasmo inicial ante el descubrimiento de los registros históricos se pierde rápidamente al descubrir que la humanidad destruyó su medio ambiente y es responsable de su situación actual. El relato se centra en Ura quien obstinadamente sigue buscando su pasado para alejarse de la realidad. Un cuento breve y atrapante con un final inesperado y brusco que deja con ganas de ver más.

## Personajes
- Ura (無限 Ulla?)

Seiyū: Nakao Michio
Trabaja en la oficina de la restauración de archivos. Es uno de los pocos que aún van a trabajar y todavía tienen el deseo de conocer el pasado.
- Riko (リコ Riko?)

Seiyū: Minako Kawashima
Trabaja en la oficina de análisis de archivos. Para ella conocer el pasado no va a cambiar la realidad, así que lo considera inútil.
- Yoko Yamaguchi ( Yoko Yamaguchi?)

Seiyū: Yuka Koyama
Aparece en el vídeo que Ura intenta restaurar.

## Producción
El director, escritor y productor de este cortometraje fue Yasuhiro Yoshiura, Tohru Okada a cargo de la música, el sonido corrió por parte de Kazumi Ohkubo y también como productor Tom Nagae.
La producción estuvo a cargo íntegramente de Studio Rikka (fundada por el mismo Yoshiura) y fue coproducida por DIRECTIONS, mientras que la distribución de la OVA en DVD fue llevada a cabo por Avex en Japón y Dybex en Alemania y Francia.
Durante la producción el director Yoshiura comenta: «He creado los personajes utilizando animación a mano (lápiz sobre papel de dibujo), y los fondos son una mezcla de animación a mano y 3DCG. En lugar de colocar dibujos en 2D sobre fondos 3D, yo trataba de utilizar ambos estilos para crear una imagen visual unificada».

## Recepción
La OVA recibe un premio en el 1st Sapporo International Short Film Festival and Market en 2006 en la categoría Best Screenplay. También gana el primer lugar en Nipponbashi International Film Festival celebrado nuevamente en el 2006. En Corea, Pale Cocoon gana el premio a la categoría Short Films - Professional en el evento SICAF del año 2006. En cuanto a críticas, Kid Fenris.com termina su reseña de esta OVA de la siguiente forma: «Pale Cocoon puede ser demasiado elegíaco a veces, pero es una señal maravillosa, y no sólo porque es ingeniosa, sino que es una atractiva historia de un director que acababa de salir de las puertas». Mientras que Carlos Ross de T.H.E.M. Anime lo hace así: «Pale Cocoon es todavía buena, sí, es breve y viene con una recomendación cualificada, pero Yoshiura tendrá que superar esto con el fin de completar su metamorfosis en uno de los grandes».
En la actualidad Pale Cocoon aún no ha sido doblada al español ni al inglés.